# David Readman
David Readman, född 6 juli 1970 i Burnley, är en engelsk sångare, mest känd som sångare i hårdrock-bandet Pink Cream 69 och tidigare sångare det progressiva metal-bandet Adagio. Han släppte ett soloalbum den 31 augusti 2007 och var en del av den tyska gitarristen Alex Beyrodts band, Voodoo Circle, från 2008 till 2016.
År 2015 tillkännagavs två nya projekt med Readman som vokalist. Det första som kallas Room Experience, är ett melodiskt rockprojekt som leds av den italienska musikeren Gianluca Firmo, med ett självbetitlat debutalbum som släpptes i maj 2015. Det andra projektet är Almanac, det nya heavy metal-bandet som leds av den tidigare Rage-gitarristen Victor Smolski. Readman har ett soloband, David Readman Band, som han grundade i Tyskland. Bandet innehåller nu nederländska musiker Emile Marcelis (ex-Vengeance, basgitarr), Eddie Claessens (VanDale, trummor) och Bram Engelen (gitarr).
2017 blev Readman medlem i det brittiska heavy metal-bandet Tank.

## Diskografi (urval)
Soloalbum
- 2007 – David Readman

Studioalbum med Pink Cream 69
- 1995 – Change
- 1997 – Food for Thought
- 1998 – Electrified
- 2000 – Sonic Dynamite
- 2000 – Mixery
- 2001 – Endangered
- 2004 – Thunderdome
- 2007 – In10sity
- 2013 – Ceremonial
- 2017 – Headstrong

Studioalbum med Adagio
- 2001 – Sanctus Ignis
- 2003 – Underworld
- 2004 – A Band In Upperworld

Studioalbum med Almanac
- 2016 – Tsar
- 2007 – Kingslayer